# Serading
Serading is een bestuurslaag in het regentschap Sumbawa van de provincie West-Nusa Tenggara, Indonesië. Serading telt 4184 inwoners (volkstelling 2010).